# Lithostege farinata
Lithostege farinata, auch Mehlfarbener Raukenspanner oder Mehlspanner genannt, ist ein Schmetterling (Nachtfalter) aus der Familie der Spanner (Geometridae).

## Merkmale
Die Flügelspannweite der Falter beträgt 29 bis 33 Millimeter (bzw. 27 bis 33 Millimeter). Die Vorderflügel sind einheitlich weiß, weißlichgrau bis hellgrau. Die Fransen sind weiß. Die Hinterflügel sind hellweiß.
Das länglich-ovale Ei ist bei der Ablage weißlich gelb und zeigt auf der Oberfläche kleine Grübchen. Es verdunkelt sich und wird nach 8 bis 10 Tagen, kurz vor dem Schlüpfen der Eiraupen, schwarzgrau.
Die graubraune Eiraupe zeigt schwärzliche Streifen auf dem Rücken. Der Kopf ist gelbbraun gefärbt. Nach der zweiten Häutung bildet sich ein breiter, heller Seitenstreifen aus. Der Rücken weist vier schmale weiße Linien auf. Nach der dritten und letzten Häutung wird die Raupe mattgrün bis gelblich. Sie ist sehr schlank und etwa 16 Millimeter lang. Auf dem Rücken zeigen sich drei braune, feine Linien, wobei die mittlere Linie etwas breiter ist. An der Seite sitzen jeweils zwei kräftige Wellenlinien, die sich teilweise bei jeden Segmenteinschnitt verengen. Der Kopf weist an der Stirn eine dunkle Schattierung auf.
Die Puppe ist 12 Millimeter lang und hat eine Dicke von 3 Millimeter. Sie ist anfangs hellbraun und glänzend, später dunkelbraun mit matter Oberfläche. Sie ist auf dem Rücken kräftig punktiert, aber ansonsten unbeborstet. Auf dem Kremaster sitzen zwei kräftige, divergierende, spitze Borsten.

## Geographische Verbreitung und Lebensraum
Lithostege farinata kommt von der Iberischen Halbinsel, über Frankreich, über Nordostdeutschland ostwärts über Osteuropa, das Kaukasus-Gebiet bis nach Westsibirien und Zentralasien (Altai, Tian Shan) vor. Im Norden reicht das Verbreitungsgebiet bis nach Südskandinavien und das Baltikum, im Süden bis nach Süditalien und die Balkanhalbinsel. 2008 erscheint die Art auch in einer Faunenliste für die Südosttürkei. Auf den Britischen Inseln ist die Art bisher nicht nachgewiesen. Ebert gibt als weiteres geographisches Vorkommen Nordwestafrika an. In der Verbreitungskarte der Art in der Arbeit von Patrice Leraut sind aber weder das Vorkommen auf der Iberischen Halbinsel noch das Vorkommen in Nordwestafrika verzeichnet. Alle Vorkommen sind sehr lokal. In der älteren Literatur existieren noch Nachweise für Israel und Ägypten. Sie sind bisher nicht (mehr) bestätigt worden. Verwechslungen mit anderen Lithostege-Arten können nicht ausgeschlossen werden. Im Tian Shan (Turkestan) steigt die Art auf 1500 bis 1600 Meter an.
Das Areal der Art ist in den letzten Jahrzehnten geschrumpft. So kam die Art bis in die 1970er Jahre auch in Dänemark vor. Dort ist sie heute nicht mehr nachgewiesen. Bergmann (1955) erwähnt die Art z. B. noch aus Thüringen; dort gilt sie als ausgestorben. In Brandenburg ist seit den 1990er Jahren wieder eine moderate Ausbreitung der Art zu beobachten. Dies liegt vermutlich daran, dass viele, früher landwirtschaftlich genutzte Flächen brach liegen blieben und deshalb der Art gute Lebensbedingungen boten.
Die Art bevorzugt warmtrockene, offene, sandige bis lehmig-sandige Habitate, die wenig bewachsen sind. Die Art findet sich auch in Ruderalgebieten und zwar solange, bis diese wieder überwachsen sind (und die Nahrungspflanzen der Raupen verschwunden sind).

## Lebensweise
Die Art bildet in der Regel eine Generation pro Jahr, deren Falter von Ende Mai bis Anfang Juli fliegen. Gelegentlich überliegen die Puppen, z. T. sogar mehrmals, so dass sich die Generationsfolge verzögert. In der Zucht schlüpften einige Falter auch schon im Herbst, was auf eine partielle 2. Generation hindeuten könnte. Die Falter sind nachtaktiv, tagsüber ruhen sie in der Vegetation, können aber sehr leicht aufgescheucht werden und fliegen daher oft auch tagsüber kleinere Strecken. Sie kommen nachts an künstliche Lichtquellen. Die schnellwüchsigen, oligophagen Raupen ernähren sich von Weg-Rauke (Sisymbrium officinale), Gewöhnliche Besenrauke (Descurainia sophia), Graukresse (Berteroa incana), Acker-Senf (Sinapis arvensis), Knoblauchsrauke (Alliaria petiolata) und Acker-Rettich (Raphanus raphanistrum). Sie fressen dabei bevorzugt die Blüten und jungen Schoten. Die Puppe überwintert in der Regel zweimal, oft auch mehrmals.

## Gefährdung
Die Art wird in Deutschland als „stark gefährdet“ (Kategorie 2) eingestuft. In Deutschland dürfte sie ursprünglich in manchen Bundesländern nicht vorgekommen sein (z. B. Baden-Württemberg). Aber auch in den Bundesländern, die zum ursprünglichen Verbreitungsgebiet der Art gehören, wie z. B. Brandenburg, Sachsen-Anhalt und Mecklenburg-Vorpommern ist die Art stark gefährdet oder sogar vom Aussterben bedroht bzw. bereits ausgestorben. In Sachsen und Thüringen wurde die Art letztmals vor ca. 30 Jahren nachgewiesen, in Hessen vor ca. 50 Jahren, in Hamburg, Schleswig-Holstein und Niedersachsen vor über 60 Jahren.

## Systematik und Taxonomie
Das Taxon wurde 1767 von Johann Siegfried Hufnagel in der ursprünglichen Kombination Phalaena farinata erstmals wissenschaftlich beschrieben. Gelegentlich werden zwei Unterarten unterschieden:
- Lithostege farinata farinata, die nominotypische Unterart, im größten Teil des Verbreitungsgebietes
- Lithostege farinata bachmutica Prout, 1938, Westsibirien, hellbräunliche Vorderflügel[15]

In der Fauna Europaea wird jedoch letztere Unterart wieder mit der nominotypischen Unterart vereinigt.

## Anmerkung
1. ↑  Die deutschen Namen sind unüblich. Die Publikationen, Die Schmetterlinge Baden-Württembergs, Die Schmetterlinge Mitteleuropas und auch das Lepiforum verwenden keinen der obigen deutschen Trivialnamen. Auch der von Bergmann kreierte Name Mehlweißer Feldflur-Raukenspanner fand keinerlei Beachtung.